# باتريك أتشي
باتريك أتشي (من مواليد 17 نوفمبر 1955) هو سياسي من ساحل العاج شغل منصب رئيس وزراء ساحل العاج بالإنابة منذ 8 مارس 2021. وهو عضو في الحزب الديمقراطي لساحل العاج. درس في سوبيليك وجامعة ستانفورد وتخصص في الهندسة والبنية التحتية. كما عمل متحدثًا باسم الحكومة للرئيس الحسن واتارا.
شغل أتشي منصب وزير البنية التحتية الاقتصادية في حكومة ساحل العاجل بين عامي 2010 و2017.
في 16 أبريل 2020 ، أعلن أتشي أنه أثبت إصابته بـ COVID-19 وأنه كان في عزلة ذاتية حتى إشعار آخر.
جرى تعيين أتشي رئيسًا للوزراء بالإنابة في 8 مارس 2021 لتولي مهام رئيس الوزراء حامد باكايوكو، الذي جرى نقله إلى المستشفى. توفي باكايوكو بعد ذلك بيومين.
في أكتوبر 2021، ورد اسمه في أوراق باندورا. كان يسيطر على الأقل حتى عام 2006 Allstar Consultancy Services Limited، وهي شركة خارجية تقع في جزر الباهاما وتم إنشاؤها في عام 1998 من خلال مرشح، بينما كان Achi مفوضًا حكوميًا مع شركة الكهرباء الإيفوارية (CIE) والمستشار الفني لوزير الطاقة.